# Alatage Mountain 004
Altage Mountain 004 (AM 004) – meteoryt kamienny należący do chondrytów oliwinowo-hiperstenowych L 5, znaleziony 1 maja 2013 roku w regionie autonomicznym  Sinciang w Chinach. Meteoryt Altage Mountain 004 to okaz o masie 12,2 g i jest jednym czterdziestu dwóch meteorytów znalezionych  na pustyni Gobi w czasie ekspedycji zorganizowanej między 30 kwietnia a 1 maja. 